# محمدرضا اصفهانی
محمدرضا اصفهانی معروف به کَر از خوشنویسان و شکسته‌نویسان قرن دوازدهم هجری است.
محمدرضا اصفهانی از معاصرین و شاگردان عبدالمجید درویش بوده و در دستگاه اسماعیل سلطان خبوشانی سمت کتابت داشته و کتابهای بسیاری از جمله شاهنامه فردوسی را برای او نوشته‌است. سال وفات او به درستی معلوم نیست اما قطعاتی از او باقی مانده که مربوط به سال ۱۱۹۵ هجری می‌باشد.